# Rzodkiewka
Rzodkiewka (Raphanus sativus var. sativus) – odmiana rzodkwi zwyczajnej. Jest uprawiana w wielu regionach świata. W Polsce występuje głównie jako roślina uprawna, lecz przejściowo dziczeje (ergazjofigofit). W uprawie występuje wiele kultywarów. Również rzodkiew czarna i rzodkiew japońska to kultywary rzodkiewki.

## Morfologia

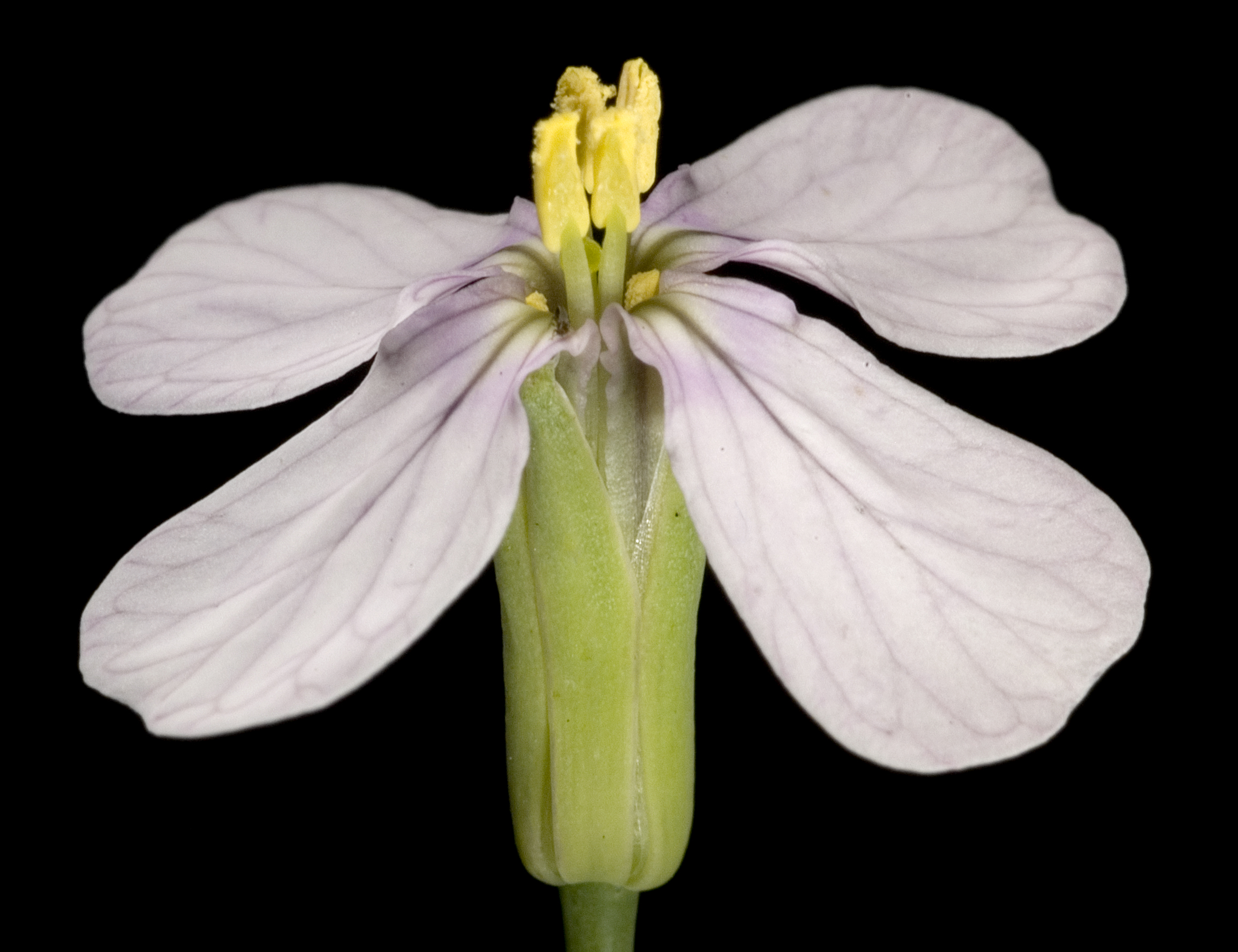
Kwiat

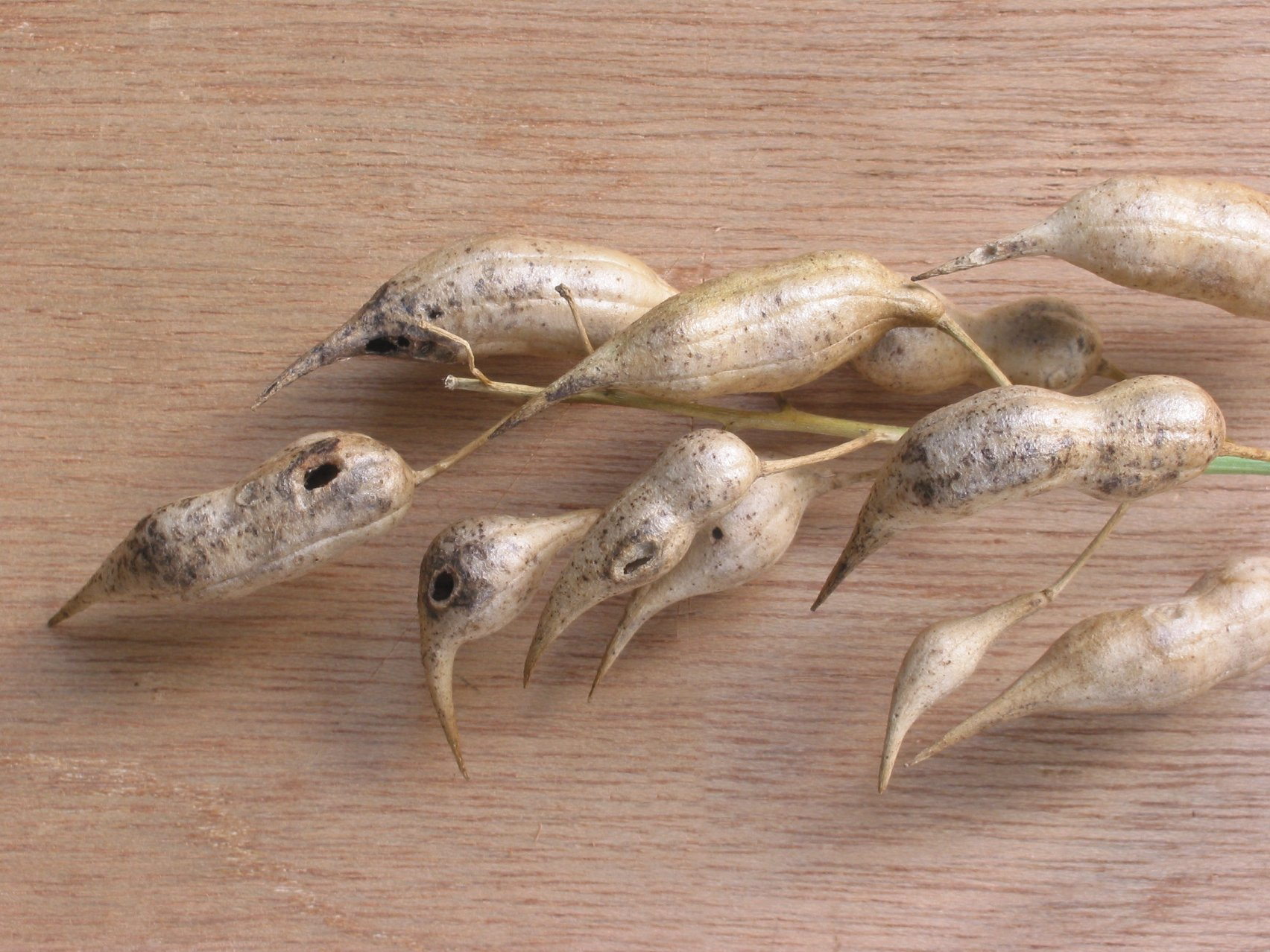
Owoce

PokrójOsiąga wysokość 15–60 cm (wyjątkowo do 100 cm).
ŁodygaWzniesiona, gruba, dęta, dołem szorstko owłosiona, górą naga.
LiścieUlistnienie skrętoległe, liście lirowate. Dolne liście pierzastowrębne i nieregularnie ząbkowane, górne liście niepodzielone.
KwiatyZebrane w grono na szczytach pędów. Kielich stulony w długą nibyrurkę. Korona barwy białej lub liliowej i posiadająca wyraźną nerwację na płatkach. Cztery łopatkowate płatki korony silnie rozchylone na boki, sześć długich pręcików rozchylonych na boki, jeden słupek z całobrzegim znamieniem.
OwocPoprzecznie paciorkowato przewężona łuszczyna zakończona małym dzióbkiem. Jest gąbczasta i zgrubiała, ma długość 3–9 cm i szerokość 8–14 mm. Po dojrzeniu rozpada się na jednonasienne odcinki.
KorzeńSilnie zgrubiały, z zewnątrz u różnych odmian biały, czerwony, fioletowy lub prawie czarny, wewnątrz biały.

## Biologia i ekologia
Roślina jednoroczna lub dwuletnia. Słupek i pręciki dojrzewają równocześnie, roślina owadopylna, kwitnie od maja do czerwca. Roślina miododajna i dobre źródło pyłku dla pszczół. Jest rośliną lekko trującą: z powodu dużej zawartości (szczególnie w rzodkwi czarnej) olejków gorczycowych, glikozydów i kwasów organicznych nie może być spożywana przez ludzi z chorobą wrzodową żołądka i dwunastnicy, przy zapaleniu wątroby, przewodu pokarmowego oraz w ciężkich chorobach serca i nerek.

## Zastosowanie

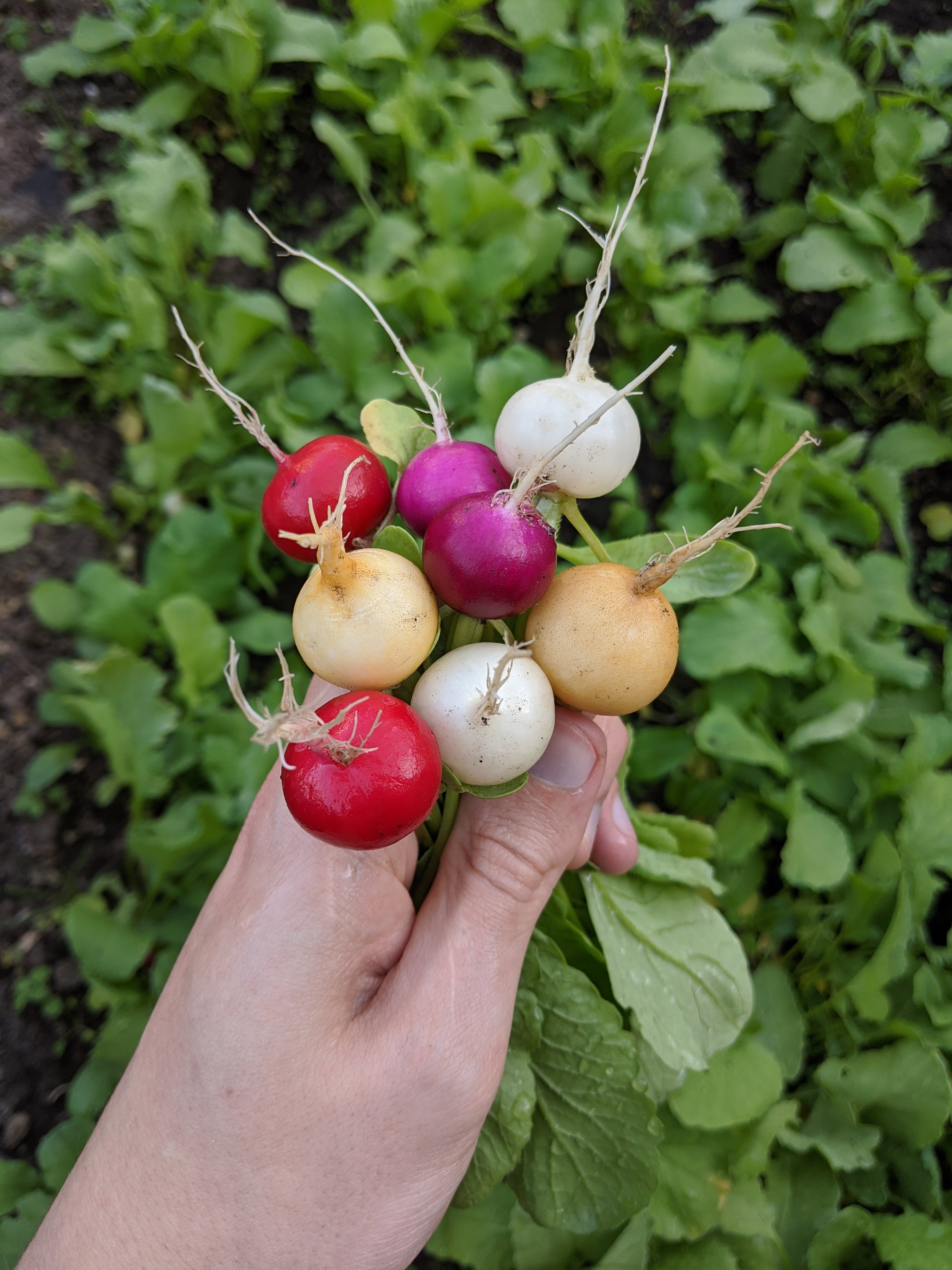
Różnokolorowe odmiany rzodkiewki

- Roślina uprawna. Rzodkiewka uprawiana jest zarówno w polu, jak i pod osłonami[7]. Czerwona rzodkiewka była uprawiana w Egipcie już 2000 lat temu. Nie znamy jej pochodzenia. Niektórzy przypuszczają, że pochodziła z basenu Morza Śródziemnego[6], inni, że z Dalekiego Wschodu[8]. Dzika rzodkiewka nadal rośnie na terenie Chin i została wprowadzona przez Chińczyków do środkowej Azji jeszcze w czasach prehistorycznych.
- Rzodkiewka była znana w starożytnym Egipcie, podawano ją także na dworze faraonów. Grecy wysoko cenili jej smak w III w. p.n.e., zaś Rzymianie odnotowali istnienie wielu odmian o różnym kształcie i barwie już w czasach chrześcijaństwa. Rzymianie zabrali rzodkiewkę na północ; w Niemczech zaczęto ją regularnie uprawiać w XIII wieku. Rzodkiewka była jedną z pierwszych europejskich roślin uprawnych zabranych na kontynent amerykański.

- W Indiach, Chinach i Japonii uprawiana jest rzodkiew oleista, z której nasion wytłacza się olej jadalny[9].
- Sztuka kulinarna: jest to warzywo korzeniowe o białym, bardzo pieprznym w smaku miąższu.
  - W kuchni zachodniej stosuje się świeżą rzodkiewkę w sałatkach i przystawkach, lecz w Chinach i Japonii używa się jej również w postaci kiszonej[8]. Inne zastosowania: do kanapek oraz do garnirowania potraw.
- Roślina lecznicza:
  - Surowiec zielarski: korzeń rzodkwi, tzw. Radix Raphani. Najczęściej wykorzystywana jest w lecznictwie rzodkiew czarna. Zawiera olejki eteryczne, glikozydy, kwasy organiczne, przeciwutleniacze (indole).
  - Działanie: żółciotwórcze, żółciopędne, bakteriobójcze. Stosowana jest w leczeniu chorób wątroby i dróg żółciowych (m.in. preparat Raphacholin)[6]. Ma bardzo korzystne działanie, gdyż nie tylko pobudza wydzielanie żółci, ale równocześnie niszczy w przewodzie pokarmowym niepożądane bakterie (często nawet te odporne na antybiotyki) i wirusy, odkaża też drogi oddechowe i moczowe[6].
  - W medycynie ludowej była używana do nacierań przy bólach reumatycznych i zapaleniach korzonków nerwowych, leczenia wrzodów i ran oraz jako środek przeciwrobaczy i mlekopędny u karmiących matek[6].

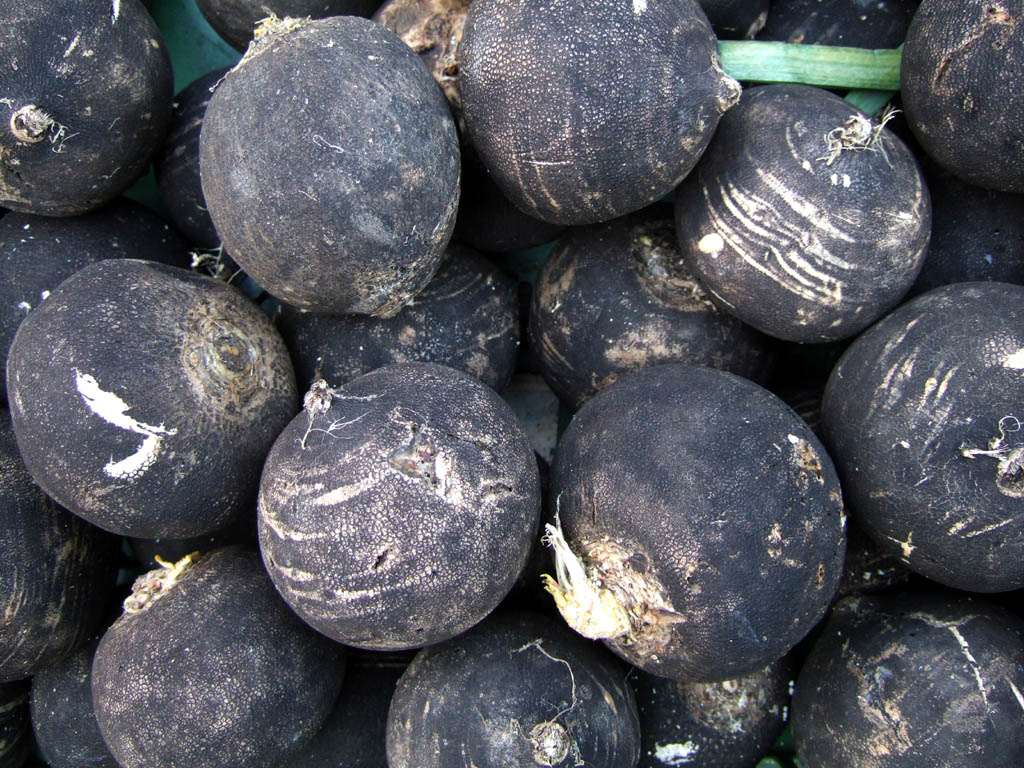
Kultywar, tzw. rzodkiew czarna

- Roślina kosmetyczna. Sok wyciśnięty z korzenia rzodkiewki lub nalewka mają zastosowanie w kosmetyce. Używane są do zapobiegania łupieżowi i wypadaniu włosów[6]. Świeży sok z rzodkwi używany jest też do pielęgnacji skóry: usuwa piegi, wygładza zmarszczki i wybiela skórę[8].
- Z sadzy powstającej podczas spalania oleju wyciśniętego z nasion rzodkwi Chińczycy produkowali doskonały tusz[6].

## Wartość odżywcza
| Ilość aminokwasów w 100 g | Ilość aminokwasów w 100 g |
| Nazwa                     | Ilość w mg                |
| ------------------------- | ------------------------- |
| Izoleucyna                | 48                        |
| Leucyna                   | 64                        |
| Lizyna                    | 49                        |
| Metionina                 | 13                        |
| Cystyna                   | 13                        |
| Fenyloalanina             | 49                        |
| Tyrozyna                  | 21                        |
| Treonina                  | 41                        |
| Tryptofan                 | 5                         |
| Walina                    | 68                        |
| Arginina                  | 93                        |
| Histydyna                 | 24                        |
| Alanina                   | 41                        |
| Kwas asparaginowy         | 88                        |
| Kwas glutaminowy          | 289                       |
| Glicyna                   | 33                        |
| Prolina                   | 31                        |
| Seryna                    | 31                        |